# (31598) Danielrudin
(31598) Danielrudin est un astéroïde de la ceinture principale.

## Description
(31598) Danielrudin est un astéroïde de la ceinture principale. Il fut découvert le 20 mars 1999 à Socorro (Nouveau-Mexique) par le projet LINEAR. Il présente une orbite caractérisée par un demi-grand axe de 2,45 UA, une excentricité de 0,12 et une inclinaison de 6,5° par rapport à l'écliptique.

## Compléments